# Salamandra gegant del Japó
La salamandra gegant del Japó (Andrias japonicus), en japonès オオサンショウウオ, és una espècie d'amfibi urodel de la família Cryptobranchidae o "salamandres gegants". És el segon amfibi més gran del món, superat únicament per la salamandra gegant de la Xina (Andrias davidianus). Es distribueix pel sud del Japó.

## Biologia

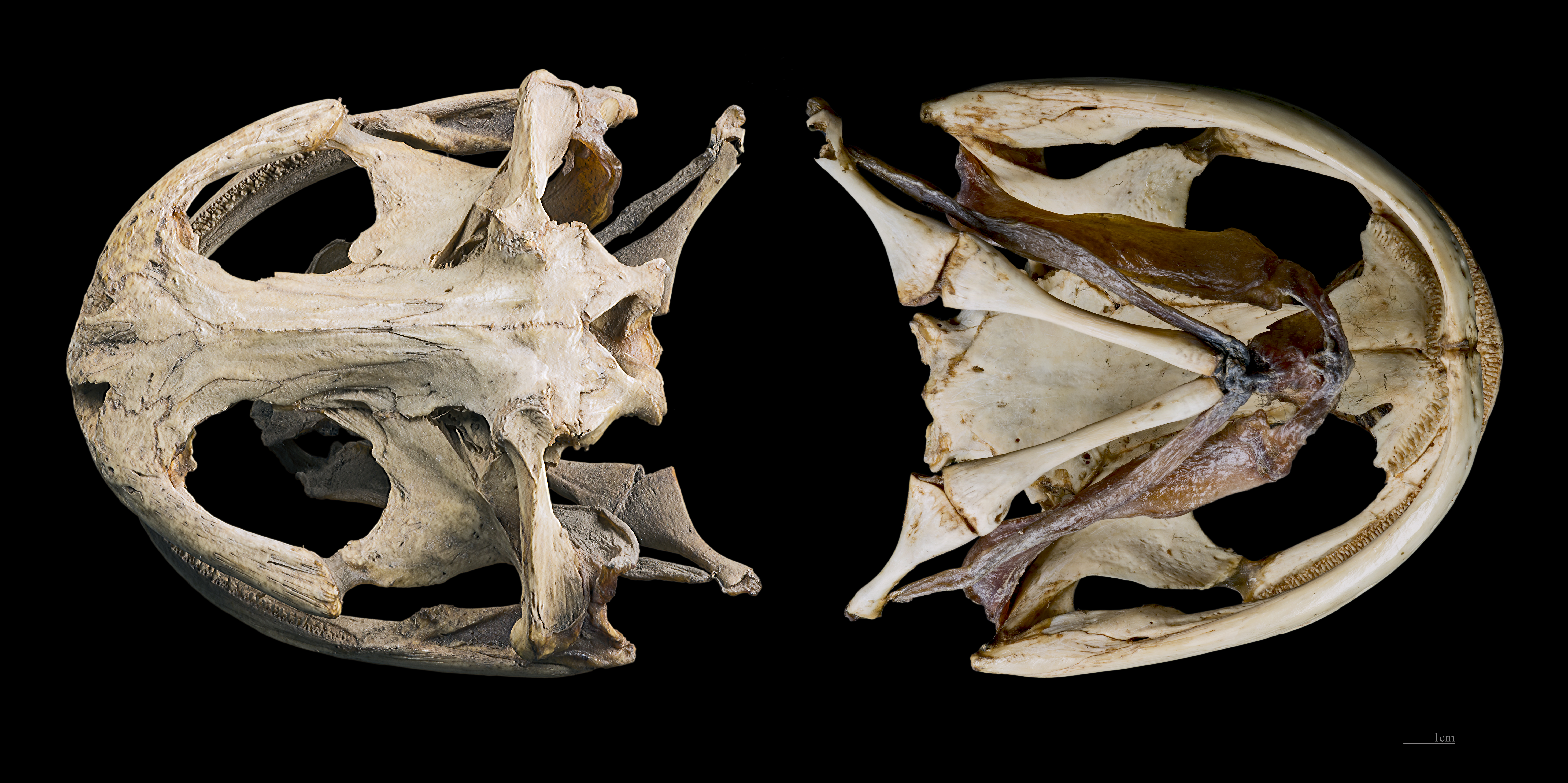
Andrias japonicus

La salamandra gegant del Japó fa més d'1,5 metres i pot viure fins a 80 anys. S'alimenta de peixos i crustacis.
Els individus adults cacen principalment a la nit. A causa del seu escàs sentit de la vista, utilitzen sensors del cap i el cos per reconèixer canvis en la pressió de l'aigua que els permeten detectar la presa.
Durant l'època d'aparellament, aquestes salamandres viatgen riu amunt. Després de la fertilització dels ous, el mascle els cuida almenys sis mesos. En aquest punt, les cries van acumulant greixos fins que estan a punt per caçar. Un cop llestes, caçaran en grup, en lloc de fer-ho individualment.

## Curiositats
- El 1726, el físic suís Johann Jakob Scheuchzer va descriure un fòssil com a Homo diluvii testis (testimoni d'home del Diluvi), creient que eren les restes d'un ésser humà que es va ofegar al diluvi bíblic.
- El Museu Teyler de Haarlem va adquirir el fòssil el 1802. El 1812 va ser examinat per Georges Cuvier, que el va reconèixer com una salamandra gegant i el va reanomenar Andrias scheuchzeri, en honor de Scheuchzer i a les seves teories.